# Idioma gálata
El gálata es una lengua celta muerta hablada antiguamente en Galacia, en Anatolia (actual Turquía), hasta el siglo IV.

## Historia
A partir de los siglos VIII a. C. y el V a. C., los celtas se extendieron desde su núcleo original centroeuropeo por gran parte de Europa, llegando un pueblo originario de la Galia, los gálatas, por el este hasta el territorio de la actual Turquía, asentándonse en la región anatolia de Galacia.
Según cuenta el historiador y geógrafo griego del siglo II, Pausanias, en el año 279 a. C., algunas tribus de galos se dirigieron hacia Grecia a través de los Balcanes llegando a atacar en Delfos y el santuario de Apolo, siendo finalmente derrotados, cayendo muerto Brennos, su comandante.
Tras esta derrota, esta tribu se dirigió hacia Tracia, donde se enfrentaron a las fuerzas de Antíoco I de Siria, siendo de nuevo derrotados, pese a lo cual al amparo de esta invasión frustrada se fueron formando pequeños Estados independientes que se irían consolidando durante los reinados de los reyes sucesores de Antíoco.
Más tarde, debido a los continuos saqueos en la región por parte de los gálatas, el rey de Pérgamo Eumenes I se enfrentó a ellos, rechazándolos ayudado de su gran ejército de mercenarios. Poco después llegaron nuevos destacamentos desde las selvas de Germania y volvieron a atacar, pero de nuevo fueron rechazados en Pérgamo y en las grandes ciudades de la costa de Asia Menor, por el sucesor de Eumenes, el rey Átalo I. Los historiadores piensan que estos rechazos fueron beneficiosos para la trayectoria de la cultura helenística que quizás de otro modo se habría truncado.
Como resultado de esto se establecieron en el centro de la península de Anatolia, y su territorio más tarde pasaría formar la provincia de Galacia. 
Hacia el siglo V d. C. tenemos testimonios de que los gálatas aun habiendo adoptado una cultura y modo de vida ya típicamente griegos, conservaban su lengua. Así Pablo en la carta a los Gálatas aparecen nombres claramente celtas y San Jerónimo dejó constancia en sus escritos de que la lengua de los gálatas resultaba parecido al dialecto galo de Tréveris.
Dado que el origen de los gálatas se encontraba en la Galia es muy posible que de hecho el gálata fuera originalmente un dialecto galo.

## Características lingüísticas
No hay testimonios directos de la lengua de los gálatas. Las únicas referencias son los nombres celtas de sus caudillos, las declaraciones de Jerónimo de Estridón y unas pocas palabras registradas por historiadores griegos.
De la lengua sólo se conservan algunas glosas y breves comentarios de escritores clásicos además de unos pocos nombres de inscripciones. Todo junto suman unas 120 palabras, la mayoría nombres de persona terminados en -riks (galo -rix/-reix, antiguo irlandés ri, latín rex) "rey", algunos terminados en -marus, dativo -mari (galo -maros, antiguo irlandés mor, galés mawr) "grande", nombres de tribus como Ambitouti (antiguo irlandés imm- "alrededor", antiguo irlandés tuath "tribu") y palabras como drunaimeton "lugar de la asamblea" (antiguo irlandés drui "druida", antiguo irlandés nemed "lugar sagrado").
Tenemos muy poca evidencia de textos en lengua gálata; principalmente la evidencia consiste de glosas registradas por autores clásicos y material onomástico: localidades, clanes y nombres personales de Asia Menor, así como las declaraciones de San Jerónimo y unas pocas palabras registradas por historiadores griegos.